# Gressenhall
Gressenhall ist eine Civil parish im District Breckland in Norfolk, England. Sie ist 10,53 Quadratkilometer groß und hatte bei der Volkszählung 2001 1008 Einwohner. Gressenhall liegt am Fluss Whitewater in der Nähe von East Dereham.

## Geschichte
In Gressenhall befindet sich das Gressenhall Farm and Workhouse Museum, dessen Hauptgebäude im Jahr 1776 gebaut und 1777 seiner Bestimmung übergeben wurde. Damals schon handelte es sich um einen Industriebau, der dazu diente, Almosenempfängern Arbeit und Unterkunft zu geben. 